# Бубыл (приток Колвы)
Бубыл — река в России, протекает по Чердынскому району Пермского края.

## Описание
Протекает в центральной части Чердынского района Пермского края. В верхнем течении течёт преимущественно в северном, а в среднем и нижнем течении — в юго-восточном направлении. Устье реки находится в 90 км по правому берегу реки Колва. Длина реки составляет 60 км, площадь водосборного бассейна — 266 км². Притоки: Вузыл (левый), Ивахина (правый) и ряд мелких притоков. Впадает в Колву выше посёлка Колва. Высота устья — 119,0 м над уровнем моря.

## Данные водного реестра
По данным государственного водного реестра России относится к Камскому бассейновому округу, водохозяйственный участок реки — Кама от водомерного поста у села Бондюг до города Березники, речной подбассейн реки — бассейны притоков Камы до впадения Белой. Речной бассейн реки — Кама.
Код объекта в государственном водном реестре — 10010100212111100006598.